# Annalisa Cochrane
Annalisa Cochrane (* 21. Juni 1996 in Gig Harbor, Washington) ist eine US-amerikanische Schauspielerin.

## Leben
Cochrane wurde 1996 in Gig Harbor im US-Bundesstaat Washington geboren. Sie verbrachte mehr als zehn Jahre ihrer Kindheit in Pune, Indien. Seit 2014 spielte in sie mehr als 30 Produktionen mit, wobei sie vor allem in Fernsehserien auftritt.

## Filmografie (Auswahl)
- 2015: The Bride He Bought Online
- 2015: Baby Daddy (Fernsehserie, 1 Folge)
- 2016: Modern Family (Fernsehserie, 1 Folge)
- 2016: The Night Stalker
- 2016: Major Crimes (Fernsehserie, 1 Folge)
- 2016: Air Jaws: Night Stalker
- 2016: Emma’s Chance
- 2017: Henry Danger (Fernsehserie, 1 Folge)
- 2017: It’s Always Sunny in Philadelphia (Fernsehserie, 1 Folge)
- 2017: Famous in Love (Fernsehserie, 1 Folge)
- 2017: Zeit der Sehnsucht (Fernsehserie, 1 Folge)
- 2017: Schatten der Leidenschaft (Fernsehserie, 12 Folgen)
- 2017: Brown Girls
- 2018–2025: Cobra Kai (Fernsehserie)
- 2018: Heathers (Fernsehserie, 8 Folgen)
- 2018: Navy CIS: L.A. (Fernsehserie, 1 Folge)
- 2018: Kappa Crypto (Fernsehserie, 8 Folgen)
- 2019: Weird City (Fernsehserie, 1 Folge)
- 2019: Into the Dark (Fernsehserie, 1 Folge)
- 2019: Confessional
- 2019: Apparition
- 2021: Queen Sugar (Fernsehserie, 3 Folgen)
- 2021–2022: One of Us Is Lying[3] (Fernsehserie, 16 Folgen)
- 2022: The Good Doctor (Fernsehserie, 1 Folge)
- 2023: Navy CIS (NCIS, Fernsehserie, 1 Folge)
- 2024: What Happens in Miami
- 2025: Tracker (Fernsehserie, 1 Folge)
- 2025: S.W.A.T. (Fernsehserie, 1 Folge)